# MTV Video Music Award a legjobb új előadónak
Az MTV Video Music Award a legjobb új PUSH előadónak díj egyike annak a négy díjnak, melyet az első MTV Video Music Awards óta kiosztanak. 2006-ig a díj neve Best New Artist in a Video (Legjobb új előadó egy videóban) volt. 2007-ben a díj neve Best New Artist-ra (Legjobb új előadó) változott. Ez sokkal inkább az egész évi munkásságot díjazta, nem egy konkrét videót. Bár a díj neve megmaradt, 2008-ban ismét visszatértek egy adott videó díjazására. A díjat gyakran Death Award-nak (Haláldíj) csúfolják, mivel néhány díjazott karrierjének csúcsát is jelenti egyben. Négy díjazott (Eurythmics, Nirvana, Avenged Sevenfold és Gym Class Heroes) gyakorlatilag alkalmatlan volt a díjra, mivel a győztes daluk nem a debütáló albumukon jelent meg. Justin Bieber a kategória (és egyben az MTV Video Music Awards) legfiatalabb díjazottja a maga 16 évével. Mindössze két előadó kapta meg mind az MTV VMA a legjobb új előadónak, mind a Grammy-díj a legjobb új előadónak díját: Alicia Keys és Maroon 5.

## Díjazottak

### 1984 és 2019 között
| Év   | Győztes                                      | További jelöltek                                                                      |
| ---- | -------------------------------------------- | ------------------------------------------------------------------------------------- |
| 1984 | Eurythmics — Sweet Dreams (Are Made of This) | - Wang Chung — Dance Hall Days                                                        |
| 1985 | 'Til Tuesday — Voices Carry                  | - Sheila E. — The Glamorous Life                                                      |
| 1986 | a-ha — Take on Me                            | - Simply Red — Holding Back the Years                                                 |
| 1987 | Crowded House — Don't Dream It's Over        | - Timbuk3 — The Future's So Bright, I Gotta Wear Shades                               |
| 1988 | Guns N’ Roses — Welcome to the Jungle        | - Jody Watley — Some Kind of Lover                                                    |
| 1989 | Living Colour — Cult of Personality          | - Neneh Cherry — Buffalo Stance                                                       |
| 1990 | Michael Penn — No Myth                       | - Lisa Stansfield — All Around the World                                              |
| 1991 | Jesus Jones — Right Here, Right Now          | - Seal — Crazy                                                                        |
| 1992 | Nirvana — Smells Like Teen Spirit            | - Cracker — Teen Angst (What The World Needs Now)                                     |
| 1993 | Stone Temple Pilots — Plush                  | - Porno for Pyros — Pets                                                              |
| 1994 | Counting Crows — Mr. Jones                   | - Me'Shell NdegéOcello — If That's Your Boyfriend (He Wasn't Last Night)              |
| 1995 | Hootie & the Blowfish — Hold My Hand         | - Portishead — Sour Times (Nobody Loves Me)                                           |
| 1996 | Alanis Morissette — Ironic                   | - Jewel — Who Will Save Your Soul                                                     |
| 1997 | Fiona Apple — Sleep to Dream                 | - The Wallflowers — One Headlight                                                     |
| 1998 | Natalie Imbruglia — Torn                     | - Mase — Feel So Good                                                                 |
| 1999 | Eminem — My Name Is                          | - Orgy — Blue Monday                                                                  |
| 2000 | Macy Gray — I Try                            | - Sisqó — Thong Song                                                                  |
| 2001 | Alicia Keys — Fallin’                        | - Sum 41 — Fat Lip                                                                    |
| 2002 | Avril Lavigne — Complicated                  | - Puddle of Mudd — Blurry                                                             |
| 2003 | 50 Cent — In da Club                         | - Simple Plan — Addicted                                                              |
| 2004 | Maroon 5 — This Love                         | - Yellowcard — Ocean Avenue                                                           |
| 2005 | The Killers — Mr. Brightside                 | - My Chemical Romance — Helena                                                        |
| 2006 | Avenged Sevenfold — Bat Country              | - Rihanna — SOS                                                                       |
| 2007 | Gym Class Heroes                             | - Amy Winehouse                                                                       |
| 2008 | Tokio Hotel — Ready, Set, Go!                | - Taylor Swift — Teardrops on My Guitar                                               |
| 2009 | Lady Gaga — Poker Face                       | - Asher Roth — I Love College                                                         |
| 2010 | Justin Bieber (közreműködik Ludacris) — Baby | - Nicki Minaj (közreműködik Sean Garrett) — Massive Attack                            |
| 2011 | Tyler, the Creator — Yonkers                 | - Wiz Khalifa — Black and Yellow                                                      |
| 2012 | One Direction — What Makes You Beautiful     | - The Wanted — Glad You Came                                                          |
| 2013 | Austine Mahone — What About Love             | - Zedd (közreműködik Foxes) — Clarity                                                 |
| 2014 | Fifth Harmony — Miss Movin' On               | - Sam Smith — Stay With Me                                                            |
| 2015 | Fetty Wap — Trap Queen                       | - Vance Joy — Riptide                                                                 |
| 2016 | DNCE                                         | - Desiigner - Zara Larsson - Lukas Graham - Bryson Tiller (második helyezett)         |
| 2017 | Khalid                                       | - Noah Cyrus - Kodak Black - Julia Michaels (második helyezett) - SZA - Young M.A     |
| 2018 | Cardi B                                      | - Bazzi - Chloe x Halle - Hayley Kiyoko (második helyezett) - Lil Pump - Lil Uzi Vert |
| 2019 | Billie Eilish                                | - Ava Max - H.E.R. - Lil Nas X - Lizzo (második helyezett) - Rosalía                  |

### 2020-as évektől
| Év   | Győztes  | Döntősök                   | Jelöltek                                 | PUSH hosszú lista |
| ---- | -------- | -------------------------- | ---------------------------------------- | --- |
| 2020 | Doja Cat | - Lewis Capaldi - Yungblud | - Jack Harlow - Roddy Ricch - Tate McRae | - AJ Mitchell - Arizona Zervas - Ava Max - BENEE - Brockhampton - Conan Gray - Finneas - Kiana Ledé - Lil Tecca - Pop Smoke - Summer Walker |